# Jozef Schell
Jozef Stefaan (Jeff) Schell (Antuérpia, 20 de julho de 1935 – Bruxelas, 17 de abril de 2003) foi um biólogo molecular belga.
Schell estudou zoologia e microbiologia em Gent. De 1967 a 1995 foi professor da Universidade de Gante, onde fundou o "Laboratório de Genética Geral". De 1978 a 2000 foi diretor da seção "Bases Moleculares da Seleção de Plantas" no Max-Planck-Institut für Pflanzenzüchtungsforschung em Colônia.

## Prêmios e condecorações
- Medalha Gregor Mendel 1985
- Prêmio Wolf de Agronomia 1990
- Prêmio Charles-Leopold Mayer 1990
- Medalha Wilhelm Exner 1995[1]
- Grande médaille de l’Académie des sciences 1997
- Prêmio Japão 1998